# Флаг Нью-Джерси
Флаг Нью-Дже́рси (англ. Flag of New Jersey) — один из официальных символов американского штата Нью-Джерси. Фон флага выполнен в жёлто-коричневом цвете. В центре флага расположена печать штата, которая включает в себя:

## Описание
- Щит с тремя плугами представляет сельскохозяйственные традиции Нью-Джерси;
- Шлем, изображённый впрям;
- Голова лошади в нашлемнике;
- Женские фигуры богинь Свободы и Цереры, представляющие девиз штата. Свобода держит на копье фригийский колпак, Церера — переполненный рог изобилия;

## История
История флага восходит к войне за независимость. 23 марта 1779 года континентальный конгресс уполномочил и предписал главнокомандующему разработать цвет и отделку мундиров пехотинцев Нью-Джерси. Следуя этому поручению, генерал Джордж Вашингтон 2 октября того же года по предложению майора Эйсы Гардинера утвердил жёлто-коричневый и тёмно-синий цвета в качестве основных цветов мундира. Эти цвета были им выбраны в честь голландцев, чьей колонией некогда был Нью-Джерси. 28 февраля 1780 года континентальным советом офицеров было издано постановление о том, что все полки Нью-Джерси должны обладать двумя флагами, а именно: флагом Соединённых Штатов и флагом штата, фоном которого должен стать цвет отделки мундиров пехотинцев. Формально флаг был принят в качестве официального символа Нью-Джерси на заседании нижней палаты законодательного собрания штата 11 марта 1896 года.
В 2001 году Североамериканская вексиллологическая ассоциация провела среди своих членов опрос о дизайне 72 флагов штатов США, территорий США и канадских провинций. Флаг Нью-Джерси разместился на 46 месте.